# Brachyiulus annulatus
Brachyiulus annulatus är en mångfotingart som beskrevs av Carl Graf Attems 1905. Brachyiulus annulatus ingår i släktet Brachyiulus och familjen kejsardubbelfotingar. Inga underarter finns listade i Catalogue of Life.